# Circuito de Combita
De Circuito de Combita is een wielerronde, die elk jaar in februari wordt gehouden in het Cómbita, in Colombia. De ronde wordt sinds 2003 verreden, maar was tot 2007 een eendagswedstrijd. Bekende oud-winnaars van de koers zijn onder meer Mauricio Soler en Nairo Quintana.

## Lijst van winnaars

### Overwinningen per land
| Overwinningen | Land     |
| ------------- | -------- |
| 15            | Colombia |